# Charles Dukes
Pour les articles homonymes, voir Dukes.
Charles Dukes, 1er baron Dukeston (28 octobre 1881 - 14 mai 1948) est un syndicaliste britannique et homme politique du parti travailliste,.

## Biographie
Né à Stourbridge, Dukes quitte l'école à l'âge de onze ans et commence à travailler comme garçon de courses. Lorsque sa famille déménage à Warrington, il travaille dans une forge. Il occupe ensuite un certain nombre d'emplois occasionnels dans tout le nord-ouest de l'Angleterre, notamment sur le Manchester Ship Canal.
En 1909, sa carrière de dirigeant syndical débute lorsqu'il est élu secrétaire de la branche de Warrington du National Union of Gasworkers. Il est membre fondateur du Parti socialiste britannique et est élu à l'exécutif national du parti en 1914. Pendant la Première Guerre mondiale, il est un objecteur de conscience, purgeant une peine en prison. Il devient secrétaire de district dans ce qui est devenu le Syndicat national des travailleurs généraux. De 1934 à 1946, Dukes est secrétaire général du Syndicat national des travailleurs généraux et municipaux. De 1946 à 1947, il est président du Trades Union Congress,. En 1947, il est nommé administrateur de la Banque d'Angleterre.

## Carrière parlementaire
Aux élections générales de 1923, Dukes est élu député de Warrington dans le Lancashire, battant de justesse le député conservateur Alec Cunningham-Reid. Lorsque le premier gouvernement travailliste tombe en 1924, Dukes perd son siège lors des élections générales de 1924, battu par son prédécesseur Cunningham-Reid.
Cependant, lors des élections générales de 1929, lorsque Cunningham-Reid abandonne Warrington et se présente sans succès à Southampton Dukes est de nouveau réélu à la Chambre des communes. Lorsque les travaillistes se divisent en 1931 sur la gestion de la réponse budgétaire à la Grande Dépression, Dukes est battu lors des élections générales qui ont suivi et ne se présente plus aux élections à la Chambre des communes.
En 1942, il est nommé Commandeur de l'Ordre de l'Empire britannique et en 1946, il est nommé conseiller à la Conférence de paix de Paris.
Charles Dukes est le représentant britannique à la Commission des droits de l'homme des Nations Unies en 1947 et joue un rôle dans la rédaction de la Déclaration universelle des droits de l'homme.
Il est anobli en 1947 en tant que baron Dukeston, de Warrington dans le comté palatin de Lancaster et est un pair actif du parti travailliste. Il meurt l'année suivante dans un hôpital de Londres, à l'âge de 66 ans, sans héritier, et le titre s'éteint. Il est enterré à Chesham Bois, Buckinghamshire, près de son domicile à Amersham.